# 威利·威爾遜 (商人)
威利·韋爾遜（英語：Willie Wilson；1948年6月16日—），是美國芝加哥的商人和政治人物，他擁有並經營幾家不同的麥當勞餐廳，亦持有進口分銷乳膠手套和其他醫療安全用品的奧馬爾醫療用品。他還製作了一個美國福音音樂電視節目《Singsation》，於2012年獲得艾美奖。

## 政治生涯

### 競逐芝加哥市長
韋爾遜參加了2015年芝加哥市長的選舉，在五名候選人排名第三，得票率為10.66%。在決選中，他支持初選排名第二的候選人赫蘇斯·「丘伊」·加西亞。

### 競逐美國總統

韋爾遜民主黨初選選票獲得分布
列於選票
手寫獲得或作「其他」
不列於選票

民主黨初選排名第三候選人地圖
史蒂夫·伯克
洛基·德拉富恩特
小保羅·T·法雷爾
馬丁·奧馬利
威利·威爾遜
未提交
沒有排名第三候選人

2015年6月1日，韋爾遜宣布參選2016年美國總統選舉，爭取民主黨黨內提名。
他只在部分州的初選列入選票，可能由於南卡羅來納州選票資格費價格較高，令他在該州“南方第一”選區成為唯一少數候選人。

## 外部連結
- 威利·韋爾遜官方網站 （页面存档备份，存于）
- C-SPAN內的頁面（英文）
- Hood, Abby Lee. . Chicago Reader. 2016-03-04  [2016-03-05]. （原始内容存档于2020-11-14）.